# Mary Katharine Ham
Mary Katharine Ham (Montgomery, 5 de abril de 1980) es una periodista conservadora estadounidense. Es editora colaboradora de Townhall Magazine, escritora sénior de The Federalist, y colaboradora de CNN.
Anteriormente fue colaboradora de Fox News y editora itinerante de Hot Air.

## Carrera
Ham escribió para el Richmond County Daily Journal, Townhall.com, donde fue columnista y editora gerente, y The Washington Examiner. Su serie de video blogs para Townhall.com, HamNation, ganó el premio Punto de Oro al Mejor Vlog de 2006 del Instituto para la Política, la Democracia e Internet y su video de HamNation, "Sopranos DC", fue votado "Video del Año" en los Premios Weblog 2007. La serie terminó en junio de 2008.
Ham fue anfitriona de The Morning Majority (5-9 a. m., de lunes a viernes) en WMAL (transmisión simultánea en 105.9 FM y 630 AM) en Washington D. C., hasta el 5 de marzo de 2012.
El 4 de febrero de 2014, apareció en The View como coanfitriona invitada. Ham describe su inclinación política como "principalmente conservadora consciente de los aspectos fiscales y de seguridad".
En la CPAC 2014, fue galardonada con el premio ACU Blogger of the Year.
En octubre de 2022, Ham anunció que estuvo suspendida en su trabajo en CNN durante siete meses tras comentar en Tweeter acerca de la masturbación en cámara de su colega de CNN, Jeffrey Toobin.

## Vida personal
Ham estaba casado con Jacob Brewer, un ayudante de la Casa Blanca. La pareja se casó en 2011; dos años después, Ham dio a luz a su primer hijo, una niña. Brewer murió a causa de lesiones graves sufridas en un accidente de bicicleta el 19 de septiembre de 2015. Ham dio a luz a su segundo hijo, una niña, a finales de 2015.

## Libro
- End of Discussion: How the Left’s Outrage Industry Shuts Down Debate, Manipulates Voters, and Makes America Less Free (and Fun) Hardcover con Guy Benson 2015